# إد وليامز (لاعب كرة قدم)
إد وليامز (بالإنجليزية: Edward Williams)‏ هو لاعب كرة قدم بريطاني، ولد في 20 يوليو 1995.